# Red Faction II
Red Faction II – gra komputerowa z gatunku sci-fi first person shooterów stworzona przez Volition, Inc. i Outrage Entertainment a wydana przez THQ na komputery osobiste, PlayStation 2 i Xbox. Jej premiera odbyła się 9 kwietnia 2003 na platformę Windows. Jest to kontynuacja gry Red Faction z 2001 roku.

## Fabuła
Akcja rozgrywa się w roku 2105 podczas wojny domowej w państwie o nazwie Commonealth. Gracz wciela się w super-nanożołnierza o imieniu Alias (członka 6-osobowej drużyny nano-komandosów), który staje po stronie rebeliantów chcących obalić totalitarny rząd Victora Sopota. 

## Odbiór gry
Recenzenci krytykowali grę za brak rozgrywki wieloosobowej przez internet i krótką kampanię. Średnia ocen w serwisie Metacritic wynosi 64/100.